# Коленская волость
Коленская волость (Коленовская волость) — низшая административно-территориальная единица в составе Аткарского уезда Саратовской губернии. Образован в 1861 году.  Волостной центр — с. Колено (Саратовская область).
Ныне территория Аркадакского, Калининского,  Екатериновского районовСаратовской области Российской Федерации.

## История
Из волости 01.01.1918 выделена новая Бедняковская волость. После упразднения 30.10.1920 Бедняковская волость вновь вошла в её состав. Расширена за счет Софьинской волости 12.11.1923.

## Состав
В состав волости входили:
- Алексеевка (Борх, Киселевка)
- Бедняковка
- Бедняковка (Грушевка)
- Березовка (1875)
- Биркаловка
- Богохранимовка
- Варварина
- Жуковка (Ивановка)
- Каменка (1875)
- Колено (Аркадак, Ивановка, Ивановское) — волостной центр
- Кондрашовка
- Котовка (Лихалевка)
- Кугушевка (Ивановка)
- Ломов Куст
- Марьина
- Надеждино (Надеждина, Червяковка)
- Натальина
- Осиновка
- Потешка (Потешная)
- Сампур
- Спасовка (1875)
- Студенка
- Федоровка (Филатовка)
- Шубинка
- Шумаковка (Орловка)

В период с 08.02.1924. по 16.06.1928. число сельсоветов увеличилось на 3:
- Бизяевский
- Крутцовский
- Перфиловский (Перфилово-Астафьевский)

и уменьшилось на 2:
- Ключевский (Бело-Ключевский)
- Крутцовский[1]